# 107. østlige længdekreds
Den 107. østlige længdekreds (eller 107 grader østlig længde) er en længdekreds, der ligger 107 grader øst for nulmeridianen. Den løber gennem Ishavet, Asien, det Indiske Ocean, det Sydlige Ishav og Antarktis.